# Торе дељи Аманти (Авелино)
Торе дељи Аманти је насеље у Италији у округу Авелино, региону Кампанија.
Према процени из 2011. у насељу је живело 94 становника. Насеље се налази на надморској висини од 494 м.